# Очима сатани
«Очима сатани» — радянський телефільм 1991 року, знятий режисером Євгеном Солнцевим на студії «Укртелефільм».

## Сюжет
Екранізація п'єси французького письменника Ж. П. Сартра «За дверима». Про природу жінки.

## У ролях
- Галина Черняк — Інес
- Вікторія Сидоренко — головна роль
- Борис Литвин — головна роль

## Знімальна група
- Режисер — Євген Солнцев
- Оператор — Олексій Зоценко
- Художник — Едуард Колесов